# Extreme Home Makeover

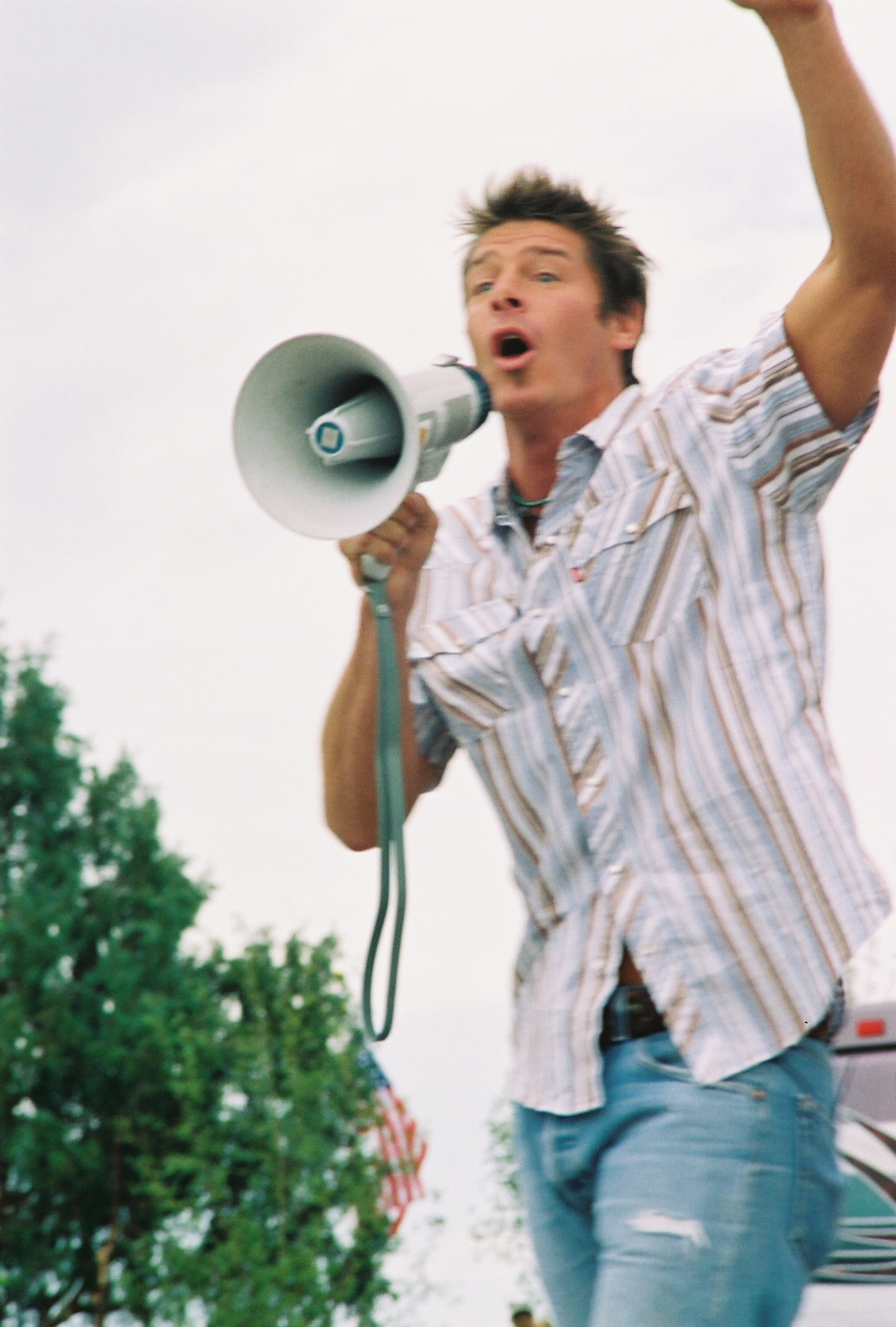
Ty Pennington ropar ofta i en megafon för att mana på frivilligarbetarna.

Extreme Home Makeover (Extreme Makeover: Home Edition) är ett amerikanskt realityprogram som hade premiär 2003 i USA på ABC och sändes i nio säsonger till och med 2012. En ny tionde säsong hade premiär i februari 2020 I Sverige sänds programmet på TV3.

## Om programmet
Programmet går ut på att ett team som på bara en vecka ska riva ner ett helt hus och bygga upp ett nytt igen. De väljer ut familjer som drabbats av något, sjukdomar, familjemedlemmars bortgång och som har behov av ett nytt boende, men inte klarar av att skaffa det själva.
Programvärden Ty Pennington brukar varje vecka ha ett eget projekt som man bara får se när hela huset är färdigt. Resten av teamet brukar dela upp arbetet. Till sin hjälp brukar de ha en lokal byggfirma som genomför själva grovarbetet tillsammans med frivilliga från trakten. 
Programmet brukar inledas med att man får se familjens ansökningsvideo, och att designteamet dyker upp och ropar i en megafon. Familjen rusar ut och kramar om teamet och visar sedan huset och berättar om sina intressen och önskemål. Familjen som får sitt hus ombyggt skickas i allmänhet iväg på en semesterresa under veckan.
Därpå visas rivningen av huset, något som familjen får bevittna via video. Ett nytt hus byggs upp och inreds, programmet är sponsrat av Sears, som inredarna ofta besöker för att få möbler, husgeråd och kläder till familjen. När familjen kommer tillbaka och huset står färdigt skyms det av en stor buss. Familjen ropar då, tillsammans med Pennington, och de människor som samlats där, Busdriver! Move that bus! (Busschaufför! Flytta bussen!). Familjen får först se husets exteriör och får sedan gå in i huset på egen hand. Efter en stund kommer Pennington in och frågar vad de tycker och säger sedan åt familjerna att kolla in resten av huset. Barnen får ofta temarum, baserat på deras intressen. Ibland får familjerna även pengar till sjukvård, huslån eller collegeavgifter till barnen. 

### Medverkande
| Person           | Uppgift                                        |
| ---------------- | ---------------------------------------------- |
| Ty Pennington    | Programledare, byggledare, snickare            |
| Paul DiMeo       | snickare                                       |
| Paige Hemmis     | snickare                                       |
| Tracy Hutson     | inredare                                       |
| Tanya McQueen    | inredare och designer                          |
| Michael Moloney  | inredare och designer/glamour                  |
| Ed Sanders       | snickare                                       |
| Preston Sharp    | trädgårdsdesigner (lämnade efter säsong 4)     |
| Eduardo Xol      | trädgårdsdesigner                              |
| John Littlefield | snickare                                       |
| Constance Ramos  | arkitekt (lämnade under säsong 3)              |
| Rib Hillis       | snickare                                       |
| Didiayer Snyder  | designer                                       |
| Dawson Connor    | designer (lämnade efter säsong 1)              |
| Alle Ghadban     | designer (lämnade efter säsong 1)              |
| Daniel Kucan     | inredare och designer (lämnade under säsong 3) |

## Svensk version
TV4 ville göra en svensk version av programmet, men detta visade sig omöjligt då de familjer som skulle ha fått sina hus renoverade inte skulle ha råd att bo kvar eftersom fastighetsskatten skulle bli för hög.  Liknande program har dock gjorts, till exempel Sofias änglar.